# Nikolaj Karlsen
Pele Peter Nikolaj Hans Karlsen (* 28. Juli 1920 in Aqisserniaq; † 22. November 1994) war ein grönländischer Landesrat.

## Leben
Nikolaj Karlsen war der Sohn des Jägers Niels Karl Karlsen (1894–?) und seiner Frau Regine Bolette Gjertrud Inger Alaufesen (1894–?) und wurde an einem heute verlassenen Wohnplatz etwa sieben Kilometer südlich von Attu geboren.
Er war Fischer und wurde 1955 erstmals in Grønlands Landsråd gewählt. 1959 erfolgte seine erste Wiederwahl. 1963 gelangte er in den Rat der Gemeinde Kangaatsiaq. 1971 und 1975 wurde er schließlich zwei weitere Male in den Landesrat gewählt.
Er verlor 1955 kurz vor seinem 35. Geburtstag beinahe sein Leben, als sein Motorboot leckschlug und er im letzten Moment von einem anderen Fischer gerettet werden konnte.